# Округ Морган (Илиноис)
Округ Морган (енгл. Morgan County) је округ у америчкој савезној држави Илиноис.

## Демографија
По попису из 2010. године број становника је 35.547, што је 1.069 (-2,9%) становника мање 2000. године.
| Група             | 2000.          | 2010.          |
| Белци             | 33.589 (91,7%) | 31.937 (89,8%) |
| Афроамериканци    | 1.961 (5,4%)   | 2.122 (6,0%)   |
| Азијати           | 170 (0,5%)     | 168 (0,5%)     |
| Хиспаноамериканци | 496 (1,4%)     | 712 (2,0%)     |
| Укупно            | 36.616         | 35.547         |